# Prix Ars Electronica
Il Prix Ars Electronica è un premio annuale dedicato all'arte digitale, animazione al computer, arte interattiva e alla musica. Viene assegnato dal 1987 dal festival Ars Electronica di Linz.
Nel 2005 il premio Golden Nica (una riproduzione in oro della Nike di Samotracia) è stato assegnato in sei diverse categorie: "Computer Animation/Visual Effects," "Digital Musics," "Interactive Art," "Net Vision," "Digital Communities" e il premio "u19" per il "freestyle computing". In ciascuna categoria sono inoltre assegnati Premi di Distinzione e menzioni onorarie.

## Vincitori del Golden Nica

### Digital Musics
Questa categoria è dedicata alla musica elettronica e alla sound art realizzata in forma digitale. Dal 1987 al 1998 la categoria era dedicata alla "Computer music".
- 1987 - Peter Gabriel e Jean-Claude Risset
- 1988 - Denis Smalley
- 1989 - Kaija Saariaho
- 1990 - Non assegnato
- 1991 - Categoria omessa
- 1992 - Alejandro Viñao
- 1993 - Bernard Parmegiani
- 1994 - Ludger Brümmer
- 1995 - Trevor Wishart
- 1996 - Robert Normandeau
- 1997 - Matt Heckert
- 1998 - Peter Bosch e Simone Simons (premio associato)
- 1999 - Aphex Twin (Richard D. James) e Chris Cunningham (premio associato)
- 2000 - Carsten Nicolai
- 2001 - Ryoji Ikeda
- 2002 - Yasunao Tone
- 2003 - Ami Yoshida, Sachiko M e Utah Kawasaki (premio associato)
- 2004 - Thomas Köner
- 2005 - Maryanne Amacher
- 2006 - Éliane Radigue
- 2007 - Masahiro Miwa
- 2008 - reactable, Sergi Jordà, Günter Geiger, Martin Kaltenbrunner, Marcos Alonso del Music Technology Group, Universitat Pompeu Fabra di Barcellona
- 2009 - Bill Fontana
- 2010 - Ryoichi Kurokawa
- 2011 - Jana Winderen
- 2012 - "Crystal Sounds of a Synchrotron" Archiviato il 12 giugno 2013 in Internet Archive. by Jo Thomas (GB)
- 2013 - frequencies (a) di Nicolas Bernier (CA)
  - Distinction: SjQ++ di SjQ++ (JP)
  - Distinction: Borderlands Granular di Chris Carlson (US)

### Interactive Art

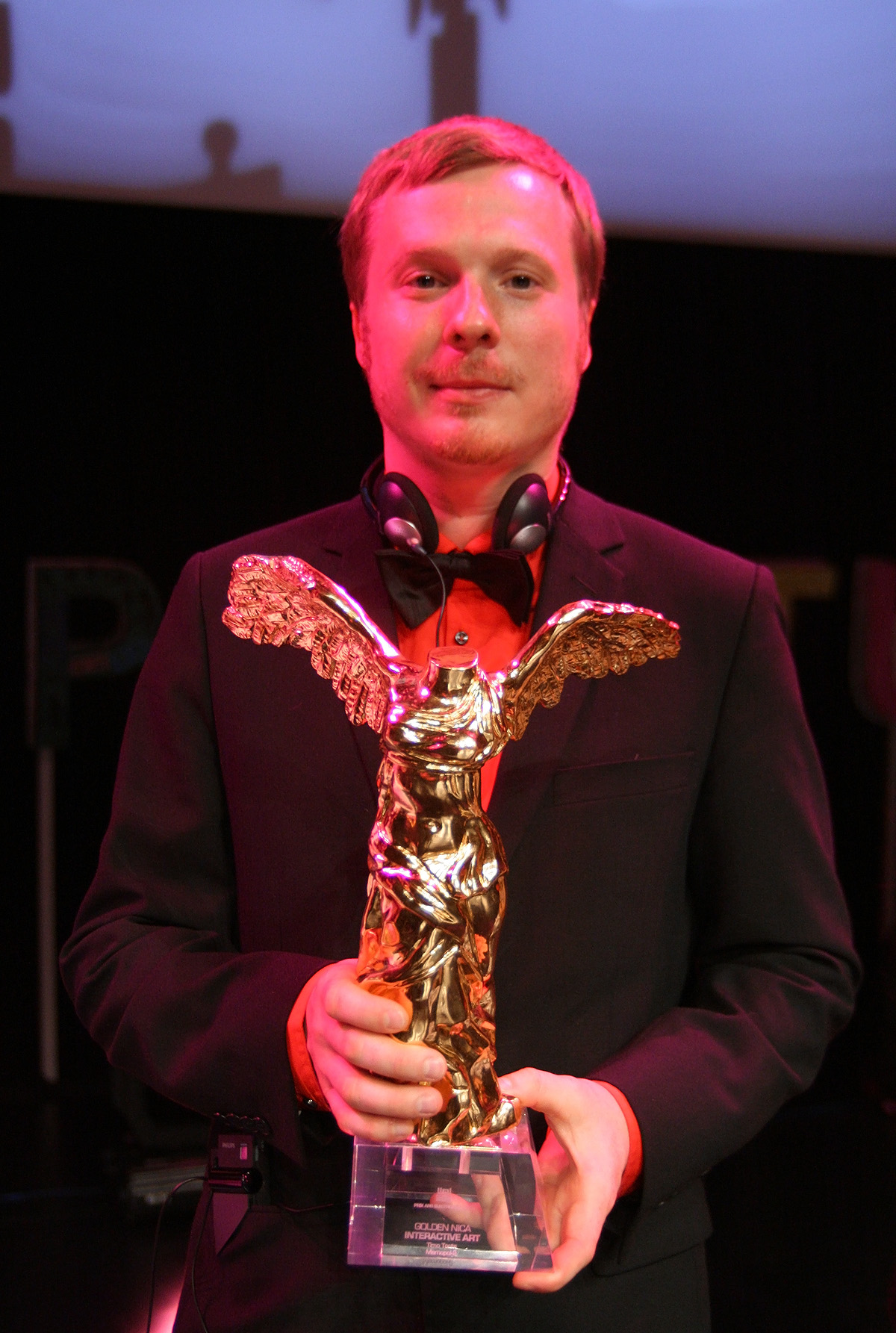
Timo Toots Prix Ars Electronica Golden Nica 2012

I premi della categoria dedicata all'arte interattiva sono stati assegnati a partire dal 1990. Questa categoria comprende numerose forme artistiche, tra cui installazioni, performance, realtà virtuale, multimedia e telecomunicazioni.
- 1990 - "Videoplace," installation by Myron Krueger
- 1991 - "Think About the People Now," progetto di Paul Sermon
- 1992 - "Home of the Brain," installazione di Monika Fleischmann e Wolfgang Strauss
- 1993 - "Simulationsraum-Mosaik mobiler Datenklänge (smdk)," installazione di Knowbotic Research
- 1994 - "A-Volve," di Christa Sommerer e Laurent Mignonneau
- 1995 - il concetto di ipertesto, attribuito a Tim Berners-Lee
- 1996 - "Global Interior Project," installazione di Masaki Fujihata
- 1997 - "Music Plays Images X Images Play Music," concerto di Ryūichi Sakamoto e Toshio Iwai
- 1998 - "World Skin," installazione di Jean-Baptiste Barrière e Maurice Benayoun
- 1999 - "Difference Engine #3" di construct e Lynn Hershman
- 2000 - "Vectorial Elevation, Relational Architecture #4," installazione di Rafael Lozano-Hemmer
- 2001 - "polar," installazione di Carsten Nicolai e Marko Peljhan
- 2002 - "n-cha(n)t," installazione di David Rokeby
- 2003 - "Can You See Me Now," gioco partecipativo di Blast Theory e Mixed Reality Lab
- 2004 - "Listening Post", installazione di Ben Rubin e Mark Hansen
- 2005 - "MILKproject", installazione e progetto di Esther Polak, Ieva Auzina e il RIXC - Riga Center for New Media Culture
- 2006 - "The Messenger" - installazione di Paul DeMarinis
- 2007 - "Park View Hotel" di Ashok Sukumaran
- 2008 - Image Fulgurator, Julius von Bismarck
- 2009 - Nemo Observatorium, Lawrence Malstaf, Courtesy Galerie Fortlaan 17, Gent
- 2010 - Eyewriter, Zach Lieberman, James Powderly, Tony Quan, Evan Roth, Chris Sugrue, Theo Watson.
- 2011 - Newstweek, Julian Oliver, Danja Vasiliev.
- 2012 - "Memopol-2" by Timo Toots (EE)
- 2013 - Pendulum Choir di Michel Décosterd (CH), André Décosterd (CH)
  - Distinction - Rain Room di rAndom International (GB)
  - Distinction - Voices of Aliveness di Masaki Fujihata (JP)

### Categorie relative alla Computer grafica
Le categorie relative alla "Computer grafica" (1987 - 1994) erano aperte a differenti generi di immagini realizzate attraverso il computer. La categoria "Computer Animation" (1987-1997) è stata sostituita nel 1998 dall'attuale "Computer Animation/Visual Effects".

#### Computer Graphics
- 1987 "Figur10" di Brian Reffin Smith, Regno Unito
- 1988 "The Battle" di David Sherwin, USA
- 1989 "Gramophone" di Tamás Waliczky, Ungheria
- 1990 "P-411-A" di Manfred Mohr, Germania
- 1991 "Having encountered Eve for the second time, Adam begins to speak" di Bill Woodard, USA
- 1992 "RD Texture Buttons" di Michael Kass e Andrew Witkin, USA
- 1993 "Founders Series" di Michael Tolson, USA
- 1994 "Jellylife / Jellycycle / Jelly Locomotion" by Michael Joaquin Grey, USA

#### Computer Animation
- 1987 "Luxo jr." di John Lasseter, USA
- 1988 "Red's Dream" di John Lasseter, USA
- 1989 "Broken Heart" di Joan Staveley, USA
- 1990 "Footprint" di Mario Sasso e Nicola Sani, Italia
- 1991 "Panspermia" di Karl Sims, USA
- 1992 "Liquid Selves / Primordial Dance" di Karl Sims, USA
- 1993 "Lakmé" di Pascal Roulin, Belgio
- 1994 "Jurassic Park" di Dennis Muren, Mark Dippé e Steve Williams, USA/Canada
  - "K.O. KID" di Marc Caro, Finlandia
- 1995 "God's Little Monkey" di David Atherton e Bob Sabiston, USA
- 1996 "Toy Story" di John Lasseter, Lee Unkrich e Ralph Eggleston, USA
- 1997 "Dragonheart" di Scott Squires, Industrial Light & Magic (ILM), USA

#### Computer Animation/Visual Effects
- 1998 "The Sitter" di Liang-Yuan Wang, Taywan
  - "Titanic" di Robert Legato e Digital Domain, USA
- 1999 "Bunny" di Chris Wedge, USA
  - "What Dreams may Come" di Mass Illusions, POP, Digital Domain, Vincent Ward, Stephen Simon e Barnet Bain, USA
- 2000 "Maly Milos" di Jakub Pistecky, Canada
  - "Maaz" di Christian Volckman, Francia
- 2001 "Le Processus" di Xavier de l'Hermuzičre e Philippe Grammaticopoulos, Francia
- 2002 "Monsters, Inc." di Andrew Stanton, Lee Unkrich, Pete Docter e David Silverman, USA
- 2003 "Tim Tom" di Romain Segaud e Cristel Pougeoise, Francia
- 2004 "Ryan" di Chris Landreth, US.
  - Distinction: "Parenthèse" di Francois Blondeau, Thibault Deloof, Jérémie Droulers, Christophe Stampe, Francia
  - Distinction: "Birthday Boy" di Sejong Park, Australia
- 2005 "Fallen Art" di Tomek Baginski, Polonia
  - Distinction: Gli Incredibili - Pixar
  - Distinction: City Paradise di Gaëlle Denis (UK), Passion Pictures (Francia)
- 2006 "458nm" di Jan Bitzer, Ilija Brunck, Tom Weber, Filmakademie Baden-Württemberg, Germania
  - Distinction: "Kein platz Für Gerold" di Daniel Nocke / Studio Film Bilder, Germania
  - Distinction: "Negadon, the monster from Mars", di Jun Awazu, Giappone
- 2011 "Metachaos" di Alessandro Bavari / Alessandro Bavari Studio, Italia
- 2012 Rear Window Loop by Jeff Desom (LU)
  - Distinction: Caldera di Evan Viera/Orchid Animation (US)
  - Distinction: Rise of the Planet of the Apes di Weta Digital (NZ)/Twentieth Century Fox
- 2013 Forms di Quayola (IT), Memo Akten (TR)
  - Distinction: Duku Spacemarines by La Mécanique du Plastique (FR)
  - Distinction: Oh Willy… by Emma De Swaef (BE), Marc James Roels (BE) / Beast Animation

### Hybrid art
La categoria “Hybrid Art” è dedicata specificamente a progetti e approcci ibridi e transdisciplinari all'arte mediatica con particolare focus al rapporto tra arte e ricerca.
- 2007 - Symbiotica
- 2008 - Pollstream - Nuage Vert by Helen Evans (FR/UK) and Heiko Hansen (FR/DE) HeHe
- 2009 - Natural History of the Enigma by Eduardo Kac (US)
- 2010 - Ear on Arm by Stelarc (AU)
- 2011 - May the Horse Live in me by Art Orienté Objet (FR)
- 2012 - "Bacterial radio" by Joe Davis (US)
- 2013 - Cosmopolitan Chicken Project, Koen Vanmechelen (BE)

### [the next idea] voestalpine Art and Technology Grant
Un premio in denaro per idee particolarmente innovative inerenti tematiche particolarmente "di importanza cruciale per il futuro dell'umanità: energia, mobilità e accesso"
- 2009 - "Open_Sailing" by Open_Sailing Crew Archiviato il 30 luglio 2016 in Internet Archive.[2] led by Cesar Harada.
- 2010 - "Hostage" by [Frederik De Wilde].[3]
- 2011 - Choke Point Project by P2P Foundation (NL).[4]
- 2012 - qaul.net - tools for the next revolution by Christoph Wachter & Mathias Jud[5]
- 2013 - Hyperform by Marcelo Coelho (BR), Skylar Tibbits (US), Natan Linder (IL), Yoav Reches (IL)
  - Honorary Mentions: GravityLight by Martin Riddiford (GB), Jim Reeves (GB)[6]

### Categorie relative a Internet

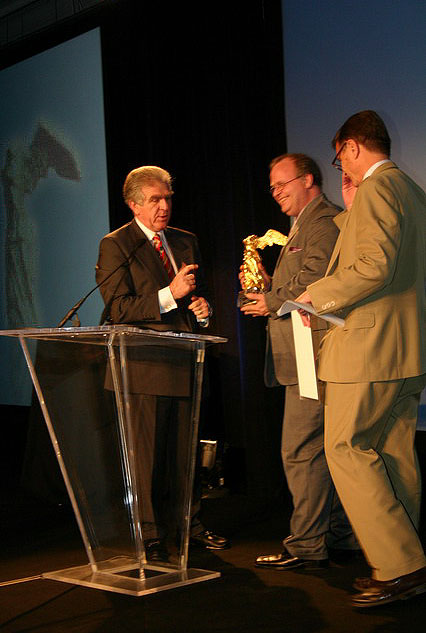
Danny Wool rappresentante di Wikipedia riceve il premio comunità digitali nel 2004

Le categorie "World Wide Web" e ".net" (1995-2000) segnalavano progetti web in grado di promuovere i concetti di comunità, identità e interattività. A partire dal 2001 la categoria si è espansa e ha preso il nome di "Net Vision / Net Excellence", premiando l'innovazione nei media online.

#### World Wide Web
- 1995 - "Idea Futures" di Robin Hanson
- 1996 - "The Hijack project" di etoy
  - Secondi premi: HyGrid di SITO e Journey as an exile

#### .net
- 1997 - "Sensorium" di Taos Project
- 1998 - "IO_Dencies Questioning Urbanity" di Knowbotic Research
- 1999 - Linux di Linus Torvalds
- 2000 - In the Beginning...was the Command Line (estratti) di Neal Stephenson

#### Net Vision / Net Excellence
- 2001 - "Banja" di Team cHmAn e "PrayStation Archiviato il 22 agosto 2005 in Internet Archive." di Joshua Davis
- 2002 - "Carnivore" di Radical Software Group e "They Rule" di Josh On e Futurefarmers
- 2003 - Habbo Hotel e "Noderunner" di Yury Gitman e Carlos J. Gomez de Llarena
- 2004 - Creative Commons
- 2005 - "Processing" di Benjamin Fry, Casey Reas e la comunità di Processing
- 2006 - "The Road Movie" di exonemo

### Comunità digitali
- 2004 - Wikipedia e "The World Starts With Me"
- 2005 - "Akshaya" (India)
  - Distinction: Free Software Foundation (USA) e Telestreet e NewGlobalVision (Italia)
- 2006 - canal*ACCESSIBLE
- 2007 - Overmundo (Brasile)
- 2008 - 1kg more
  - Distinction: PatientsLikeMe e Global Voices Online
- 2009 - HiperBarrio Archiviato il 9 giugno 2013 in Internet Archive. by Álvaro Ramírez and Gabriel Jaime Vanegas
  - Distinction: piratbyran.org e wikileaks.org
- 2010 - Chaos Computer Club
- 2011 - Fundacion Ciudadano Inteligente
  - Distinction: Bentham Papers Transcription Initiative (Transcribe Bentham) (UK) e X_MSG
- 2012 - Syrian people know their way
- 2013 - El Campo de Cebada by El Campo de Cebada (ES)
  - Distinction: Refugees United by Christopher Mikkelsen (DK), David Mikkelsen (DK) e Visualizing Palestine by Visualizing Palestine (PS)